# Jacques Gotard
Jacques Gotard, nacido en 1926, es un escultor francés. Ganador del Premio de Roma en 1948.

## Datos biográficos
Jacques-Armand Gotard nació en Francia en el año 1926.
Alumno de la Escuela de Bellas Artes de París.
En 1948, ganó el prestigioso Premio de Roma en escultura, con la figura en bulto redondo en yeso titulada Ariane abandonnée.  -Ariadna abandonada.
Permanece pensionado en la Villa Médici de Roma durante los años 1949 a 1952 siendo director de la Academia de Francia en Roma el compositor Jacques Ibert

## Obras
Entre las mejores y más conocidas obras de Jacques Gotard se incluyen las siguientes:
- Ariane abandonnée.  -Ariadna abandonada, figura de mujer tumbada,  en bulto redondo, realizada en yeso 1948. Conservada en depósito de la ENSBA[3] (registro MU 11451.)